# Condado de Rusk (Texas)
O Condado de Rusk é um dos 254 condados do estado norte-americano do Texas. A sede do condado é Henderson, e sua maior cidade é Henderson.
O condado possui uma área de 2 431 km² (dos quais 39 km² estão cobertos por água), uma população de 47 372 habitantes, e uma densidade populacional de 20 hab/km² (segundo o censo nacional de 2000).
O condado foi criado em 1843. É um dos 46 condados do Texas que proibem a venda de bebidas alcoólicas.